# Európai Szolidaritás
Az Európai Szolidaritás (Jevropejszka Szolidarniszty), korábbi nevén Petro Porosenko Blokk egy politikai párt Ukrajnában. Elnöke Petro Porosenko, aki 2014 és 2019 között Ukrajna elnöke volt. Emellett a párt 2014 és 2019 között az ország vezető kormánypártja volt, ők adták Volodimir Hrojszman miniszterelnököt.

## Választási eredmények

### Parlamenti választások
| Választások | Szavazatok száma | Szavazatok aránya | Mandátumok száma | Mandátumok aránya | Parlamenti szerepe |
| ----------- | ---------------- | ----------------- | ---------------- | ----------------- | ------------------ |
| 2002-es     | 6 108 088        | 23,57%            | 5                | 1,1%              | ellenzék           |
| 2006-os     | 165 881          | 0,65%             | 0                | 0%                | nem jutott be      |
| 2007-es     | 12 327           | 0,05%             | 0                | 0%                | nem jutott be      |
| 2012-es     | –                | –                 | 0                | 0%                | nem indult         |
| 2014-es     | 3 433 336        | 21,83%            | 132              | 29,04%            | kormánypárt        |
| 2019-es     | 1 184 515        | 8,10%             | 25               | 5,5%              | ellenzék           |